# Nienke Wierda
Nienke Wierda (8 februari 2002) is een voormalig profvoetbalspeelster uit Nederland. Ze speelde in het seizoen 2022-2023 als middenvelder voor Telstar in de Vrouwen Eredivisie. In 2023 maakte ze een einde aan haar profcarrière.

## Carrière
In haar jeugdjaren speelde Nienke Wierda voor amateurclub RKVV DSS. In 2021 maakte Wierda de overstap naar de jeugdopleiding van Telstar. Vanaf het seizoen 2023/23 keerde Telstar terug in de Vrouwen Eredivisie en Wierda ging onderdeel uitmaken van de selectie van dr Witte Leeuwinnen.
Op 18 september 2023 maakte Wierda haar debuut voor Telstar in de Vrouwen Eredivisie in een uitwedstrijd tegen ADO Den Haag door in de 85ste minuut in te vallen voor Annemiek Kruijthof. In een thuiswedstrijd tegen sc Heerenveen had Wierda haar eerste basisplaats in de Vrouwen Eredivisie.
Aan het einde van het seizoen 2022/23 besloot Wierda een punt achter haar carrière te zetten. Dit deed ze om zich volledig te kunnen richten op haar studie psychologie aan de Universiteit van Amsterdam.

## Statistieken
| Seizoen | Club    | Competitie         | Competitie | Competitie | Beker | Beker | Overig | Overig | Totaal | Totaal |
| Seizoen | Club    | Competitie         | Wed.       | Dlp.       | Wed.  | Dlp.  | Wed.   | Dlp.   | Wed.   | Dlp.   |
| ------- | ------- | ------------------ | ---------- | ---------- | ----- | ----- | ------ | ------ | ------ | ------ |
| 2022/23 | Telstar | Vrouwen Eredivisie | 12         | 0          | 1     | 0     | 0      | 0      | 13     | 0      |
| Totaal  | Totaal  | Totaal             | 12         | 0          | 1     | 0     | 0      | 0      | 13     | 0      |

Bijgewerkt t/m 20 februari 2024.